# Popillia desprogesi
Popillia desprogesi är en skalbaggsart som beskrevs av Limbourg 2006. Popillia desprogesi ingår i släktet Popillia och familjen Rutelidae. Inga underarter finns listade i Catalogue of Life.